# Calathusa phoeneura
Calathusa phoeneura är en fjärilsart som beskrevs av Turner 1939. Calathusa phoeneura ingår i släktet Calathusa och familjen trågspinnare. Inga underarter finns listade i Catalogue of Life.